# Arrivederci, Tyrano
Arrivederci, Tyrano (in originale: さよなら、ティラノ (Sayonara, Tyranno?), 안녕, 티라노: 영원히, 함께?) è un film d'animazione nippo-coreano del 2018 diretto da Kōbun Shizuno. La pellicola si basa sull'undicesimo libro illustrato della serie Omae Umasō da na di Tatsuya Miyanishi. La prima proiezione de film è avvenuta nel 2018, al 23º Festival Internazionale del Cinema di Busan. L'anno successivo è uscite nelle sale cinematografiche in Corea del Sud e Cina, mentre in Giappone è uscito solo nel 2021 a causa della pandemia di COVID-19. Le musiche del film sono del grande musicista giapponese Ryuichi Sakamoto.

## Trama
Il film narra l'amicizia tra un solitario tirannosauro, chiamato Tyrano, e un cucciolo femmina di pteranodonte, chiamata Punon, e del viaggio che li porterà a trovare il paradiso terrestre.